# Terry McRae
Terence „Terry“ Michael McRae (* 11. Januar 1941 in Adelaide, South Australia; † 5. August 2006 in West Lakes, South Australia) war ein australischer Politiker der Australian Labor Party (ALP), der unter anderem von 1970 bis 1989 Mitglied sowie zwischen 1982 und 1986 Sprecher des South Australian House of Assembly war.

## Leben
Terence „Terry“ Michael McRae, Sohn irischer Einwanderer, absolvierte nach dem Besuch des Saint Ignatius’ College ein Studium der Rechtswissenschaft an der University of Adelaide und nahm nach seiner anwaltlichen Zulassung 1963 eine Tätigkeit als Rechtsanwalt auf. Bei der Wahl am 2. März 1968 kandidierte er für die Australian Labor Party im Wahlkreis Torrens für ein Mandat in der Legislativversammlung, unterlag jedoch dem Wahlkreisinhaber John Coumbe von der Liberal Party of Australia.
Bei der darauf folgenden Wahl am 30. Mai 1970 wurde McRae für die ALP im neu geschaffenen Wahlkreis Playford erstmals zum Mitglied des South Australian House of Assembly gewählt, des Unterhauses des Parlaments von South Australia, und vertrat diesen Wahlkreis bis zu seinem Verzicht auf eine erneute Kandidatur bei der Wahl am 25. November 1989, woraufhin sein Parteifreund und spätere Bundessenator John Quirke diesen Wahlkreis übernahm.
Während seiner Parlamentszugehörigkeit war er zwischen dem 14. Juli 1970 und dem 7. Dezember 1982 Mitglied des Gemeinsamen Parlamentsausschusses für nachgeordnete Gesetzgebung. Nach der Wahl am 6. November 1982 wurde Terry McRae auf der konstituierenden Sitzung am 8. Dezember 1982 als Speaker zum Sprecher des House of Assembly gewählt und trat damit die Nachfolge von Bruce Eastick von der Liberalen Partei an. Er bekleidete das Amt des Parlamentspräsidenten bis zum 11. Februar 1986, woraufhin sein Parteifreund John Trainer neuer Sprecher wurde. Als Sprecher war er für die Überwachung der Einführung der Fernsehberichterstattung im Parlament verantwortlich, ein damals umstrittenes Thema. Er engagierte sich stark für soziale Gerechtigkeit und war ein Experte für Arbeitnehmerentschädigungsfragen. Er war auch ein starker Verfechter der Rechte der Staaten im föderalen System des Australischen Bundes.
Nach seinem Ausscheiden aus dem Parlament am 25. November 1989 nahm McRae seine Tätigkeit als Rechtsanwalt wieder auf. Für seine Verdienste wurde ihm am 1. Januar 2001 anlässlich des 100-jährigen Bestehens des Australischen Bundes die Centenary Medal verliehen. Am 5. August 2006 verstarb er als Zuschauer bei einem Spiel in West Lakes im Football Park, dem sogenannten AAMI Stadium. Aus seiner Ehe mit Doreen McRae gingen ein Sohn und zwei Töchter hervor.

## Hintergrundliteratur
- Parliament of South Australia: Statistical Record of the Legislature 1836–2007 (Memento vom 11. März 2019 im Internet Archive)
- Robert Martin: Responsible Government in South Australia, Band 2, Wakefield Press, 2009, ISBN 978-1-86254-844-2, S. 83 f. (Onlineversion (Auszug))